# Cryptophyllium phami
Cryptophyllium phami — вид комах з родини Phasmatidae. Описаний у 2021 році.

## Поширення
Ендемік В'єтнаму. Поширений в провінціях Донгнай і Ніньтхуан на півдні країни.

## Опис
Самиці завдовжки 8-8,5 см, самці — 5-5,5 см. Тіло, голова, кінцівки і передні крила сплюснуті і зеленого кольору. Задні крила прозорі, сховані під передніми. Зовнішнім виглядом комаха імітує зелений листок.